# ナタリア・マルティヤシェワ
ナタリア・マルティヤシェワ（Natalia Martyasheva、1988年1月6日 - ）は、ロシアの出身の卓球選手。
2007年にスロベニアのクランスカ・ゴーラで開催された欧州選手権では決勝で同じくロシアのユーリア・オフシャニコワに敗れたものの準優勝している。2008年の北京オリンピックでは女子個人と団体に出場し、個人では準決勝でオランダのケリー・ファン・ゾンを破り、決勝でもユーリア・オフシャニコワを破って金メダルを獲得した。団体ではユーリア・オフシャニコワ、インナ・カルマイエワ、オルガ・コムレワと共に出場し、スウェーデンに勝ったものの準決勝でポーランドに敗れ、銅メダルをかけた3位決定戦のフランス戦にも敗れた。